# 巴特洪内夫
巴特洪内夫（德語：Bad Honnef，發音：[baːt ˈhɔnəf] ⓘ）是德国北莱茵-威斯特法伦州科隆行政区莱茵-锡格县的城市，面积48.17平方千米，2023年12月31日人口为26,025人。